# Ambassis agrammus
Ambassis agrammus är en fiskart som beskrevs av Günther, 1867. Ambassis agrammus ingår i släktet Ambassis och familjen Ambassidae. Inga underarter finns listade i Catalogue of Life.